# ۱۱۱۱ (میلادی)
۱۱۱۱ (میلادی) هزار و صد و یازدهمین سال تقویم میلادی است.

## زادگان
- مارس  - تقیه صوریه، شاعربانو و ادیب عربی شامی

## درگذشتگان
‎